# Robert Darbinjan
Robert Darbinjan (rus. Дарбинян Роберт Меликович, ur. 4 października 1995) – ormiański piłkarz rosyjskiego pochodzenia, obrońca, zawodnik Szirak Giumri. Młodzieżowy reprezentant Armenii.